# Robert Graves
Robert Graves (Wimbledon (Londen), 24 juli 1895 – Deià op Mallorca, 7 december 1985) was een Engels dichter en schrijver. In zijn lange leven was hij goed voor 140 werken. Zijn bekendste werk is de historische roman I, Claudius, maar Graves beschouwde zichzelf eerst en vooral als dichter. 

## Biografie

### Jeugd
Hij was de zoon van Alfred Perceval Graves, een Engels-Ierse schrijver, en de Duitse Amalie Elisabeth Sophie von Ranke. Ook zijn broer Charles Patrick Graves was schrijver.
Graves kreeg zijn eerste opleiding in zes verschillende scholen, waaronder King's College School in Wimbledon, Penrallt in Wales, Hillbrow School in Rugby en Copthorne in West Sussex. In 1909, in zijn laatste school, boden ze hem een beurs aan voor Charterhouse. Daar begon hij met het schrijven van poëzie en met boksen, als reactie op zijn vervolging. Dit mede door het Duitse element in zijn naam, zijn vrijmoedigheid, zijn wetenschappelijke en morele ernst en armoede ten opzichte van de andere jongens.
Bij het boksen werd Graves kampioen in zijn school in het "welter en middengewicht". Hij zong ook in het koor en ontmoette er een aristocratische jongen, GH "Peter" Johnstone, met wie hij een intense romantische vriendschap had. Het schandaal van die vriendschap leidde uiteindelijk tot een gesprek bij de directeur.
Leraar George Mallory had een erg belangrijke invloed op Graves. Hij liet hem kennis maken met hedendaagse literatuur en nam hem mee om te leren bergbeklimmen tijdens vakantieperiodes. In zijn laatste jaar op Charterhouse won hij een klassieke tentoonstelling aan St John's College. Dit is pas doorgegaan na de oorlog.

### Beginjaren en Eerste Wereldoorlog

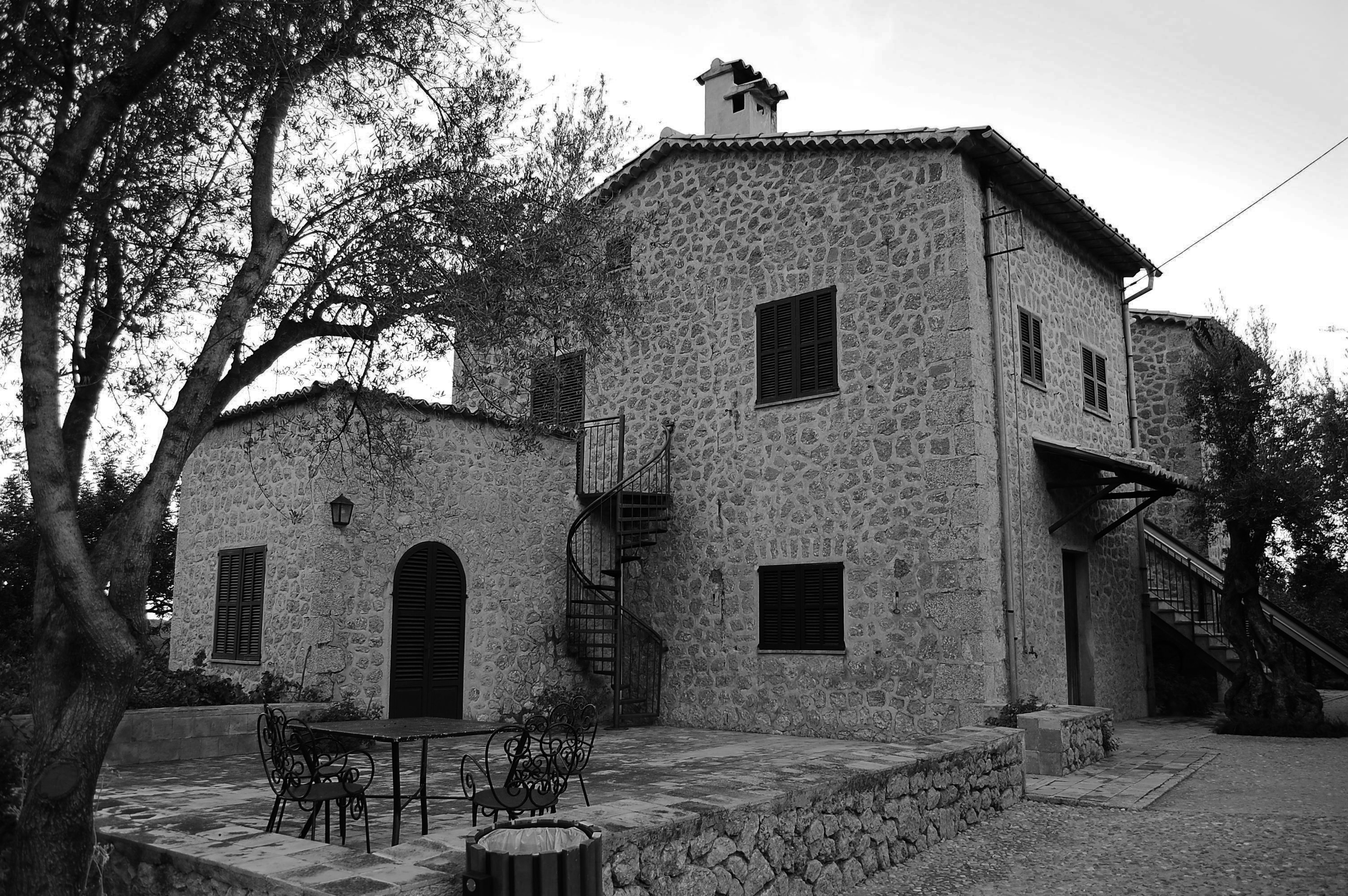
Robert Graves' huis in Deià

Graves won een studiebeurs voor St John's College, Oxford. Direct bij het uitbreken van de oorlog in augustus 1914 kwam hij onder de wapenen. Met zijn eerste dichtbundel Over the Brazier (1916) verwierf hij faam als een van de eerste dichters van realistische oorlogsgedichten. Zelf had hij in latere jaren weinig waardering voor dit werk. In de Slag aan de Somme (1916) raakte hij zeer ernstig gewond; hij stond zelfs even als overleden geregistreerd. Na een langzaam herstel in het gebouw van Somerville College in Oxford, dat op last van de overheid als ziekenhuis was ingericht, bracht hij de verdere oorlog door in Engeland. Een van Graves' vrienden, medeofficier Siegfried Sassoon, verbleef ook in het universiteitsgebouw om te herstellen. Hij schreef in 1917 aan Graves: How unlike you to crib my idea of going to the Ladies' College at Oxford. Graves zelf schreef over zijn verblijf in Somerville College: I enjoyed my stay at Somerville. The sun shone, and the discipline was easy. Hij ontmoette er een verpleegkundige en pianiste op wie hij verliefd werd maar verbrak later het contact met haar nadat zij zich had verloofd.
In 1917 sprak Sassoon zich publiekelijk tegen de oorlog uit. Om berechting voor de krijgsraad te voorkomen, bepleitte Graves met succes dat zijn vriend aan shellshock leed. Deze episode is onderwerp van een roman van Pat Barker: Regeneration. De hechtheid van Graves' vriendschap met Sassoon komt tot uiting in Graves' dichtbundel Fairies and Fusiliers uit 1917.
Via Sassoon raakte Graves bevriend met Wilfred Owen, wellicht de prominentste schrijver van oorlogspoëzie. Owen woonde het huwelijk van Graves met Nancy Nicholson in 1918 bij, maar hij overleed een week voor het eind van de oorlog.
In 1926 toog Graves, vergezeld van zijn gezin en de dichteres Laura Riding, naar Egypte om daar aan te treden als hoogleraar Engelse literatuur aan de Universiteit van Caïro. Na een kort emotioneel verblijf in Londen (scheiding van zijn vrouw Nancy, zelfmoordpoging van Laura Riding) vertrok hij met Riding naar Mallorca. Aldaar publiceerden Graves en Riding gezaghebbende werken over poëzie: A Survey of Modernist Poetry (1927) en A Pamphlet Against Anthologies (1928).

### Literaire carrière
In 1927 publiceerde Graves Lawrence and the Arabs, een commercieel succesvolle biografie van T. E. Lawrence. Uit deze periode stamt het dagboek over zijn ervaringen in de Eerste Wereldoorlog Good-bye to All That (1927), dat in het Nederlands verscheen als Dat hebben we gehad. Ook dit boek was een succes, maar het kostte hem zijn vriendschap met Sassoon. In 1934 had hij zijn grootste commerciële succes met een op klassieke bronnen gebaseerde meeslepende biografie van de Romeinse keizer, I, Claudius, met zijn vervolg Claudius the God (1935).
Graves en Riding gingen bij het uitbreken van de Spaanse Burgeroorlog van Mallorca naar New Hope, Pennsylvania. Hun relatie (door Graves zelf beschreven in zijn dagboek: 1927-1940, The Years with Laura) was stof voor andere schrijvers, bijvoorbeeld voor Miranda Seymours roman The Summer of '39 (1998).
Graves keerde terug naar Engeland en begon een relatie met Beryl Hodge, toen nog getrouwd met Alan Hodge, met wie Graves samenwerkte in The Long Week-End (1941) en The Reader Over Your Shoulder (1943; in bewerkte vorm gepubliceerd in 1947 als The Use and Abuse of the English Language). 
In 1946 vestigden Graves en zijn nieuwe vrouw Beryl zich opnieuw in Deyá, Mallorca. Datzelfde jaar verscheen de historische roman King Jesus. The White Goddess (1948) was een van zijn meest omstreden boeken. 
Voorts schreef hij het sciencefictionboek Seven Days in New Crete (1949) en The Nazarene Gospel Restored (1953). In 1955 publiceerde hij The Greek Myths, een boek dat al decennia de Engelstalige markt van boeken over mythen domineert. 
In 1961 werd hij hoogleraar in de poëzie in Oxford. Er bestaat nog een briefwisseling met Spike Milligan (Dear Robert, Dear Spike) en een bundel korte verhalen. Tot 1975 bleef Graves als schrijver actief.

### Laatste jaren en dood

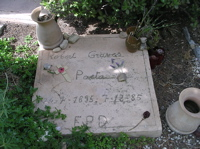
Graf van Robert Graves

In 1970 kreeg Graves steeds meer last van geheugenverlies. Toen hij tachtig werd, in 1975, kwam er een eind aan zijn beroepsleven. Tegen die tijd had hij meer dan 140 werken gepubliceerd. In de tien jaren die daarop volgden, werd hij steeds afhankelijker. Hij stierf, 90 jaar oud, aan hartfalen op 7 december 1985. Hij werd de volgende ochtend begraven op een klein kerkhof op een heuvel in Deià. Zijn tweede vrouw, Beryl, stierf op 27 oktober 2003 en werd in hetzelfde graf begraven.

## Familie
Graves had acht kinderen bij twee vrouwen. Nancy Nicholson, zijn eerste vrouw, schonk hem Jennie (getrouwd met de journalist Alexander Clifford), David (overleed in de Tweede Wereldoorlog), Catherine (getrouwd met de nucleaire wetenschapper Clifford Dalton) en Sam. Zijn tweede vrouw, Beryl Graves (1915-2003), schonk hem William, Lucia (eveneens een vertaler), Juan en Tomás (een schrijver en musicus).

## Reputatie en populariteit

### Niet-onomstreden boeken
Graves was een groot en meeslepend verteller. Maar waar hij zonder terughoudendheid aan zijn visie wetenschappelijke aspiraties toekent, wordt zijn bijdrage kritisch bekeken. Hij kon daar bijzonder geërgerd op reageren. Het meest uitgesproken geldt dit voor zijn boek The White Goddess (zie aldaar voor een overzicht van de discussie).
Ook zijn The Greek Myths (Nederlandse vertaling: Griekse mythen) is omstreden. Hier is een groot aantal mythen met al hun varianten bijeengebracht in steeds drie hoofdstukken per mythologische entiteit:
1. het verhaal met (vaak een groot aantal) varianten (quasi?-)objectief samengevat uit:
2. de antieke bronnen van die verhalen, en
3. ter afsluiting een verklarend commentaar.

Met name is het "verklarend commentaar" sterk gekleurd door visies zoals Graves die in zijn The White Goddess, maar ook bijvoorbeeld in het voorwoord voor de 3e druk van zijn Griekse mythen uiteenzet. Ook de weergave van de verhalen uit de bronnen zou volgens enkele deskundige classici niet objectief zijn. Het gaat hier om een zeer uitgebreid werk, waarvan de derde editie maar liefst 734 dichtbedrukte bladzijden omvat. Qua literatuur blijft het intrigerend, omdat met een groot aantal vaak tegenstrijdige versies van de goed vertelde verhalen rond een mythologische figuur, er steeds een rijkgeschakeerd beeld wordt gegeven.

### In Nederland
Graves' populariteit in Nederland berust vooral op:
- het omstreden maar zeer goed leesbare Griekse Mythen, de Nederlandse vertaling van The Greek Myths waarvan sinds 1990 drie herdrukken verschenen.
- zijn historische romans I Claudius en Claudius the God, waarin een heel pikante, maar historisch niet altijd betrouwbare beschrijving wordt gegeven van de Romeinse hofkringen in de tijd van de keizers Augustus, Tiberius, Caligula en Claudius. (De BBC heeft in 1976 naar aanleiding van deze romans een televisieserie gemaakt, met Derek Jacobi in de rol van Claudius.)
- zijn in 1975 gereviseerde studie The White Goddess, die nog steeds furore maakt in beperkte, paganistisch georiënteerde, kring.

Veel minder bekend in Nederland zijn andere historische romans als The Twelve Caesars en Count Belisarius, dat in 2010 verscheen in het Nederlands onder de titel Heer Belisarius. Graves verzorgde ook vertalingen uit het Latijn en Grieks, zoals The Golden Ass of The Golden Fleece, in een mooie heldere stijl.

## Oeuvre

### Poëzie
- Over the Brazier. London: The Poetry Bookshop, 1916; New York: St Martins Press, 1975.
- Goliath and David. London: Chiswick Press, 1917.
- Fairies and Fusiliers. London: William Heinemann,1917; New York: Alfred. A. Knopf, 1918.
- Treasure Box. London: Chiswick Press, 1920.
- Country Sentiment. London: Martin Secker, 1920; New York: Alfred. A. Knopf, 1920.
- The Pier-Glass. London: Martin Secker, 1921; New York: Alfred. A. Knopf, 1921.
- Whipperginny. London: William Heinemann, 1923; New York: Alfred. A. Knopf, 1923.
- The Feather Bed. Richmond, Surrey: Hogarth Press, 1923.
- Mock Beggar Hall. London: Hogarth Press, 1924.
- Welchmans Hose. London: The Fleuron, 1925.
- Poems. London: Ernest Benn, 1925.
- The Marmosites Miscellany (als John Doyle). London: Hogarth Press, 1925.
- Poems (1914-1926). London: William Heinemann, 1927; New York: Doubleday, 1929.
- Poems (1914-1927). London: William Heinemann, 1927.
- Poems 1929. London: Seizin Press, 1929.
- Ten Poems More. Paris: Hours Press, 1930.
- Poems 1926-1930. London: William Heinemann, 1931.
- To Whom Else? Deyá, Mallorca: Seizin Press, 1931.
- Poems 1930-1933. London: Arthur Barker, 1933.
- Collected Poems. London: Cassell, 1938; New York: Random House, 1938.
- No More Ghosts: Selected Poems. London: Faber & Faber, 1940.
- Work in Hand, with Norman Cameron and Alan Hodge. London: Hogarth Press, 1942.
- Poems. London: Eyre & Spottiswoode, 1943.
- Poems 1938-1945. London: Cassell, 1945; New York: Creative Age Press, 1946.
- Collected Poems (1914-1947). London: Cassell, 1948.
- Poems and Satires. London: Cassell, 1951.
- Poems 1953. London: Cassell, 1953.
- Collected Poems 1955. New York: Doubleday, 1955.
- Poems Selected by Himself. Harmondsworth: Penguin, 1957; herz. 1961, 1966, 1972, 1978.
- The Poems of Robert Graves. New York: Doubleday, 1958.
- Collected Poems 1959. London: Cassell, 1959.
- The Penny Fiddle: Poems for Children. London: Cassell, 1960; New York: Doubleday, 1961.
- More Poems 1961. London: Cassell, 1961.
- Collected Poems. New York: Doubleday, 1961.
- New Poems 1962. London: Cassell, 1962; als New Poems. New York: Doubleday, 1963.
- The More Deserving Cases: Eighteen Old Poems for Reconsideration. Marlborough: Marlborough College Press, 1962.
- Man Does, Woman Is. London: Cassell, 1964; New York: Doubleday, 1964.
- Ann at Highwood Hall: Poems for Children. London: Cassell, 1964.
- Love Respelt. London: Cassell, 1965; New York: Doubleday, 1966.
- Collected Poems 1965. London: Cassell, 1965.
- Seventeen Poems Missing from 'Love Respelt'. privately printed, 1966.
- Colophon to 'Love Respelt'. Privately printed, 1967.
- Poems 1965-1968. London: Cassell, 1968; New York: Doubleday, 1969.
- Poems About Love. London: Cassell, 1969; New York: Doubleday, 1969.
- Love Respelt Again. New York: Doubleday, 1969.
- Beyond Giving. privately printed, 1969.
- Poems 1968-1970. London: Cassell, 1970; New York: Doubleday, 1971.
- The Green-Sailed Vessel. privately printed, 1971.
- Poems: Abridged for Dolls and Princes. London: Cassell, 1971.
- Poems 1970-1972. London: Cassell, 1972; New York: Doubleday, 1973.
- Deyá, A Portfolio. London: Motif Editions, 1972.
- Timeless Meeting: Poems. privately printed, 1973.
- At the Gate. privately printed, London, 1974.
- Collected Poems 1975. London: Cassell, 1975.
- New Collected Poems. New York: Doubleday, 1977.
- The Centenary Selected Poems. ed. Patrick Quinn. Manchester: Carcanet Press, 1995.
- Complete Poems Volume 1. ed. Beryl Graves and Dunstan Ward. Manchester: Carcanet Press, 1995.
- Complete Poems Volume 2. ed. Beryl Graves and Dunstan Ward. Manchester: Carcanet Press, 1996.
- Complete Poems Volume 3. ed. Beryl Graves and Dunstan Ward. Manchester: Carcanet Press, 1999.
- The Complete Poems in One Volume ed. Beryl Graves and Dunstan Ward. Manchester: Carcanet Press, 2000.

### Fictie
- My Head! My Head!. London: Sucker, 1925; Alfred. A. Knopf, New York, 1925.
- The Shout. London: Mathews & Marrot, 1929.
- No Decency Left (met Laura Riding) (als Barbara Rich). London: Jonathan Cape, 1932.
- The Real David Copperfield. London: Arthur Barker, 1933; als David Copperfield, by Charles Dickens, Condensed by Robert Graves, ed. M. P. Paine. New York: Harcourt, Brace, 1934.
- I, Claudius. London: Arthur Barker, 1934; New York: Smith & Haas, 1934.
- Claudius the God and his Wife Messalina. London: Arthur Barker, 1934; New York: Smith & Haas, 1935.
- Antigua, Penny, Puce. Deyá, Mallorca/London: Seizin Press/Constable, 1936; New York: Random House, 1937.
- Count Belisarius. London: Cassell, 1938: Random House, New York, 1938.
- Sergeant Lamb of the Ninth. London: Methuen, 1940; als Sergeant Lamb's America. New York: Random House, 1940.
- Proceed, Sergeant Lamb. London: Methuen, 1941; New York: Random House, 1941.
- The Story of Marie Powell: Wife to Mr. Milton. London: Cassell, 1943; als Wife to Mr Milton: The Story of Marie Powell. New York: Creative Age Press, 1944.
- The Golden Fleece. London: Cassell, 1944; als Hercules, My Shipmate. New York: Creative Age Press, 1945.
- King Jesus. New York: Creative Age Press, 1946; London: Cassell, 1946.
- Watch the North Wind Rise. New York: Creative Age Press, 1949; als Seven Days in New Crete. London: Cassell, 1949.
- The Islands of Unwisdom. New York: Doubleday, 1949; als The Isles of Unwisdom. London: Cassell, 1950.
- Homer's Daughter. London: Cassell, 1955; New York: Doubleday, 1955.
- Catacrok! Mostly Stories, Mostly Funny. London: Cassell, 1956.
- They Hanged My Saintly Billy. London: Cassell, 1957; New York: Doubleday, 1957.
- Collected Short Stories. Doubleday: New York, 1964; Cassell, London, 1965.
- An Ancient Castle, London: Peter Owen, 1980.

### Overig werk
- On English Poetry. New York: Alfred. A. Knopf, 1922; London: Heinemann, 1922.
- The Meaning of Dreams. London: Cecil Palmer, 1924; New York: Greenberg, 1925.
- Poetic Unreason and Other Studies. London: Cecil Palmer, 1925.
- Contemporary Techniques of Poetry: A Political Analogy. London: Hogarth Press, 1925.
- Another Future of Poetry. London: Hogarth Press, 1926.
- Impenetrability or The Proper Habit of English. London: Hogarth Press, 1927.
- The English Ballad: A Short Critical Survey. London: Ernest Benn, 1927; herzien als English and Scottish Ballads. London: Willaim Heinemann, 1957; New York: Macmillan, 1957.
- Lars Porsena or The Future of Swearing and Improper Language. London: Kegan Pall, Trench, Trubner, 1927; E.P. Dutton, New York, 1927; herzien als The Future of Swearing and Improper Language. London: Kegan Paul, Trench, Trubner, 1936.
- A Survey of Modernist Poetry (met Laura Riding). London: William Heinemann, 1927; New York: Doubleday, 1928.
- Lawrence and the Arabs. London: Jonathan Cape, 1927; als Lawrence and the Arabian Adventure. New York: Doubleday, 1928.
- A Pamphlet Against Anthologies (met Laura Riding). London: Jonathan Cape, 1928; als Against Anthologies. New York: Doubleday, 1928.
- Mrs. Fisher or The Future of Humour. London: Kegan Paul, Trench, Trubner, 1928.
- Goodbye to All That: An Autobiography. London: Jonathan Cape, 1929; New York: Jonathan Cape and Smith, 1930; herz., New York: Doubleday, 1957; London: Cassell, 1957; Penguin: Harmondsworth, 1960.
- But It Still Goes On: An Accumulation. London: Jonathan Cape, 1930; New York: Jonathan Cape and Smith, 1931.
- T. E. Lawrence to His Biographer Robert Graves. New York: Doubleday, 1938; London: Faber & Faber, 1939.
- The Long Weekend (met Alan Hodge). London: Faber & Faber, 1940; New York: Macmillan, 1941.
- The Reader Over Your Shoulder (met Alan Hodge). London: Jonathan Cape, 1943; New York: Macmillan, 1943.
- The White Goddess. London: Faber & Faber, 1948; New York: Creative Age Press, 1948; herz., London: Faber & Faber, 1952, 1961; New York: Alfred. A. Knopf, 1958.
- The Common Asphodel: Collected Essays on Poetry 1922-1949. London: Hamish Hamilton, 1949.
- Occupation: Writer. New York: Creative Age Press, 1950; London: Cassell, 1951.
- The Nazarene Gospel Restored (met Joshua Podro). London: Cassell, 1953; New York: Doubleday, 1954.
- The Greek Myths. London: Penguin, 1955; Baltimore: Penguin, 1955.
- The Crowning Privilege: The Clark Lectures, 1954-1955. London: Cassell, 1955; New York: Doubleday, 1956.
- Adam's Rib. London: Trianon Press, 1955; New York: Yoseloff, 1958.
- Jesus in Rome (met Joshua Podro). London: Cassell, 1957.
- Steps. London: Cassell, 1958.
- 5 Pens in Hand. New York: Doubleday, 1958.
- Food for Centaurs. New York: Doubleday, 1960.
- Greek Gods and Heroes. New York: Doubleday, 1960; als Myths of Ancient Greece. London: Cassell, 1961.
- Selected Poetry and Prose (ed. James Reeves). London: Hutchinson, 1961.
- Oxford Addresses on Poetry. London: Cassell, 1962; New York: Doubleday, 1962.
- The Siege and Fall of Troy. London: Cassell, 1962; New York: Doubleday, 1963.
- The Big Green Book. New York: Crowell Collier, 1962; Penguin: Harmondsworth, 1978. Illustrated by Maurice Sendak
- Hebrew Myths. The Book of Genesis (met Raphael Patai). New York: Doubleday, 1964; London: Cassell, 1964.
- Majorca Observed. London: Cassell, 1965; New York: Doubleday, 1965.
- Mammon and the Black Goddess. London: Cassell, 1965; New York: Doubleday, 1965.
- Two Wise Children. New York: Harlin Quist, 1966; London: Harlin Quist, 1967.
- Poetic Craft and Principle. London: Cassell, 1967.
- The Poor Boy Who Followed His Star. London: Cassell, 1968; New York: Doubleday, 1969.
- Greek Myths and Legends. London: Cassell, 1968.
- The Crane Bag. London: Cassell, 1969.
- On Poetry: Collected Talks and Essays. New York: Doubleday, 1969.
- Difficult Questions, Easy Answers. London: Cassell, 1972; New York: Doubleday, 1973.
- Collected Writings on Poetry. ed. Paul O'Prey, Manchester: Carcanet Press, 1995.
- Some Speculations on Literature, History, and Religion. ed Patrick Quinn, Manchester: Carcanet Press, 2000.